# VM i ishockey 2001
 Denne artikel omhandler VM for herrer. Opslagsordet har også en anden betydning, se VM i ishockey 2001 (kvinder).
Verdensmesterskabet i ishockey 2001 var det 65. VM i ishockey, arrangeret af IIHF.
Mesterskabet satte ny deltagerrekord. De 40 deltagende hold var to hold færre end den hidtidige rekord fra 2000.
I forhold til året før var B- og C-grupperne blev udvidet fra otte til tolv hold, og mesterskaberne i de to grupper blev afviklet som to grupper med seks hold i hver, hvor der i hver gruppe blev spillet om én op- og én nedrykningsplads. Samtidig blev antallet af nedrykkere fra A-VM udvidet fra ét til to hold. Endvidere havde IIHF ændret navnene på de respektive niveauer. Navnet for A-VM var nu blot "Verdensmesterskabet", mens B-VM blev omdøbt til "1. division", og C-VM skulle fremover gå under betegnelsen "2. division". Der var ingen "3. division" på grund af for få tilmeldte hold.
Mesterskabet blev altså afviklet i tre niveauer som VM, 1. division og 2. division. De seksten bedste hold spillede om A-VM, mens 1. og 2. division som nævnt havde deltagelse af tolv hold.
VM i Köln, Hannover og Nürnberg, Tyskland i perioden 28. april – 13. maj 2001.
1. division, gruppe A i Grenoble, Frankrig i perioden 16. – 22. april 2001.
1. division, gruppe B i Beijing, Kina i perioden 20. – 26. marts 2001.
2. division, gruppe A i Majadahonda, Spanien i perioden 1. – 7. april 2001.
2. division, gruppe B i Bukarest, Rumænien i perioden 26. marts – 1. april 2001.
Tjekkiet forsvarede med succes sin VM-titel fra året før og blev dermed verdensmester for tredje gang i træk og fjerde gang i alt som selvstændig nation (og tiende gang, hvis man også medregner Tjekkoslovakiets VM-titler). I finalen vandt tjekkerne 3-2 over Finland efter forlænget spilletid, og finnernes sølvmedaljer betød at holdet dermed havde vundet VM-medaljer for fjerde år i træk (sølv i 1998, 1999 og 2001; bronze i 2000). Bronzemedaljerne gik til Sverige, som i bronzekampen vandt 3-2 over USA.
| VM 2001 | VM 2001      |
| ------- | ------------ |
| Guld    | Tjekkiet     |
| Sølv    | Finland      |
| Bronze  | Sverige      |
| 4.      | USA          |
| 5.      | Canada       |
| 6.      | Rusland      |
| 7.      | Slovakiet    |
| 8.      | Tyskland     |
| 9.      | Schweiz      |
| 10.     | Ukraine      |
| 11.     | Østrig       |
| 12.     | Italien      |
| 13.     | Letland      |
| 14.     | Hviderusland |
| 15.     | Norge        |
| 16.     | Japan        |

| 1. division 2001 | 1. division 2001 |
| ---------------- | ---------------- |
| 17.              | Slovenien        |
| 18.              | Polen            |
| 19.              | Storbritannien   |
| 20.              | Frankrig         |
| 21.              | Kasakhstan       |
| 22.              | Danmark          |
| 23.              | Ungarn           |
| 24.              | Kroatien         |
| 25.              | Holland          |
| 26.              | Kina             |
| 27.              | Estland          |
| 28.              | Litauen          |

| 2. division 2001 | 2. division 2001 |
| ---------------- | ---------------- |
| 29.              | Rumænien         |
| 30.              | Sydkorea         |
| 31.              | Spanien          |
| 32.              | Israel           |
| 33.              | Australien       |
| 34.              | Jugoslavien      |
| 35.              | Bulgarien        |
| 36.              | Sydafrika        |
| 37.              | Belgien          |
| 38.              | Island           |
| 39.              | New Zealand      |
| 40.              | Mexico           |

## Weblinks
- Wikimedia Commons har flere filer relateret til VM i ishockey 2001

| Sport | Spire Denne artikel om sport er en spire som bør udbygges. Du er velkommen til at hjælpe Wikipedia ved at udvide den. |